# Тульчинська міська територіальна громада
Тульчинська міська громада — територіальна громада в Україні, в Тульчинському районі Вінницької області. Адміністративний центр — місто Тульчин.
Площа громади 867,5 км², Населення громади 41 303 осіб (станом на 01.01.2024 р.)
Утворена 19 серпня 2016 року шляхом об'єднання Тульчинської міської ради та Ганнопільської, Дранської, Суворовської, Тиманівської сільських рад Тульчинського району.
З 2020 року кількість населених пунктів громади зросла до 36.
19 липня 2020 року, в результаті адміністративно-територіальної реформи та укрупнення Тульчинського району, селище увійшло до складу новоутвореного Тульчинського району.

## Населені пункти
До складу громади входять 1 місто (Тульчин), 9 селищ (Гуральня, Капки, Кирнасівка, Кільтява, Маркове, Улянівка, Федьківка, Хмельницьке, Щурі) і 26 сіл: Білоусівка, Богданівка, Бортники, Ганнопіль, Гути, Дранка, Журавлівка, Зарічне, Калинівка, Кинашів, Клебань, Копіївка, Крищинці, Мазурівка, Маньківка, Марусине, Маяки, Михайлівка, Нестерварка, Одаї, Подільське, Сільниця, Тарасівка, Тиманівка, Холодівка, Шура-Копіївська.